# Bunker Hill (Illinois)
Bunker Hill és una població dels Estats Units a l'estat d'Illinois. Segons el cens del 2000 tenia 1.801 habitants.

## Demografia
Segons el cens del 2000, Bunker Hill tenia 1.801 habitants, 697 habitatges, i 496 famílies. La densitat de població era de 589,3 habitants/km².
Dels 697 habitatges en un 35,6% hi vivien nens de menys de 18 anys, en un 55,8% hi vivien parelles casades, en un 12,1% dones solteres, i en un 28,8% no eren unitats familiars. En el 26,1% dels habitatges hi vivien persones soles el 14,1% de les quals corresponia a persones de 65 anys o més que vivien soles. El nombre mitjà de persones vivint en cada habitatge era de 2,52 i el nombre mitjà de persones que vivien en cada família era de 3,02.
Per edats la població es repartia de la següent manera: un 26% tenia menys de 18 anys, un 8,4% entre 18 i 24, un 28,7% entre 25 i 44, un 20,4% de 45 a 60 i un 16,4% 65 anys o més.
L'edat mediana era de 37 anys. Per cada 100 dones de 18 o més anys hi havia 87,6 homes.
La renda mediana per habitatge era de 37.156 $ i la renda mediana per família de 45.885 $. Els homes tenien una renda mediana de 35.227 $ mentre que les dones 23.000 $. La renda per capita de la població era de 16.798 $. Aproximadament el 8,8% de les famílies i el 10,3% de la població estaven per davall del llindar de pobresa.

## Poblacions més properes
El següent diagrama mostra les poblacions més properes.